# Aquí se dice de un Pueblo
Aquí se dice de un Pueblo es un librito con seis poemas escritos por Juan José Cuadros, en el año 1960, siendo el segundo libro que publica, después de Niño sin amigos, que lo hizo el anterior. En los poemas que escribe hace memoria a todo lo más significativo de su niñez y del pueblo que lo vio crecer.

## Dedicatoria
El libro se lo dedica a su buen amigo de la infancia Antonio Llavero de Beas de Segura. Aunque uno de sus poemas, don Luis, va escrito a su profesor don Luis Ardoy de Beas, al que le tuvo un gran aprecio y estima. Y otro, Las Panaderías está dirigido a su abuelo paterno Antonio, que era panadero en el Callejón del Repullete de Beas, lugar donde se crio Juan José Cuadros.

## Prólogo
A modo de prólogo, pero sin explicación ninguna, hace el autor un brevísimo preámbulo de lo que viene adelante, y dando la opción de que cada uno juzgue a su manera:

...este folleto de versos se da así, sin explicaciones y que cada lector, sí lo hay, saque las consecuencias que quiera.
Juan José Cuadros

## Poemas
- La Virgen de la Paz
- Las Panaderías
- Don Luis
- Los Pineros
- La lluvia
- El aceite